# John Kavelaars
John J. Kavelaars (1966) è un astronomo canadese.
Scopritore o co-scopritore di una ventina di satelliti naturali di Giove, Saturno, Urano e Nettuno, e di oltre un centinaio asteroidi del sistema solare.
Laureatosi presso l'Università di Guelph e la Queen's University, a Kingston, nell'Ontario, Kavelaars lavora attualmente presso l'Osservatorio Astrofisico Dominion di Victoria, nella Columbia Britannica.
Kavelaars è anche coordinatore del Canada France Ecliptic Plane Survey (CFEPS), parte di un progetto del telescopio Canada-Francia-Hawaii (CFHTLS) volto alla scoperta di oggetti celesti nel sistema solare esterno.
Gli è stato dedicato l'asteroide 154660 Kavelaars.

## Prospetto
Segue una lista non esaustiva di satelliti e asteroidi scoperti da Kavelaars.
- Satelliti naturali di Giove:
  - Temisto
  - Carpo
- Satelliti naturali di Urano:
  - Ferdinando
  - Prospero
  - Sicorace
  - Setebos
  - Stefano
  - Trinculo
- Satelliti naturali di Nettuno:
  - Psamate
  - Alimede
  - Sao
  - Laomedea
  - Neso
- Oggetti transnettuniani:
  - 2004 XR190